# Scolymia
Genre
Scolymia est un genre de coraux durs de la famille des Mussidae.

## Liste d'espèces
Le genre Scolymia comprend les espèces suivantes :
| Selon World Register of Marine Species (30 décembre 2015) : - Scolymia cubensis Milne Edwards & Haime, 1849 - Scolymia lacera Pallas, 1766 - Scolymia wellsii Laborel, 1967 | Selon ITIS (30 décembre 2015) : - Scolymia australis Milne-Edwards & Haime, 1849 - Scolymia cubensis Milne-Edwards & Haime, 1849 - Scolymia lacera Pallas, 1766 - Scolymia vitiensis Brueggemann, 1877 - Scolymia wellsii Laborel, 1967 |